# 热贝林
热贝林是葡萄牙布拉干萨区的一个堂区。总面积19平方公里，总人口259人，人口密度13.6人/平方公里。